# Europafederalisterna
Europafederalisterna är en ideell förening som jobbar för ett federalt och demokratiskt EU. Föreningens syfte och ändamål är att informera och bidra med kunskaper till allmänheten om fördelarna med en demokratisk och federal europeisk union. 
Europafederalisterna är helt ideellt finansierade, och politiskt samt religiöst obunden. Föreningen återupprättades hösten 2016 efter åtta års inaktivitet och Mathias Darmell valdes tills ordförande denna period. Under sommaren 2017 tog Michael Holz över ordförandeskapet.

## Ordförande
- 1999 - 2002 Peter Thyselius
- 2002 - 2004 Peter Lowe
- 2004 - 2008 Anders Manell (fd Ekberg)
- 2016 - 2017 Mathias Darmell (Föreningen återupprättades)
- 2017 - idag  Michael Holz

## Verksamhet
Europafederalisterna fastställer varje år en verksamhetsplan, vid årsmötet, där varje medlem äger rösträtt. Verksamheten sker främst i form av anordnande av eller deltagande vid evenemang, samt informationskampanjer. 

### Verksamhet 2016-2017
Efter återupprättande 2016 var föreningens prioriteringar att bygga upp en fungerande infrastruktur, främst en webbplats och närvaro i sociala medier. Våren 2017 startade föreningen månatliga möten där europeisk politik och frågor diskuteras. På grundval av dessa diskussioner utvecklas potentiella lösningar, särskilt med tanke på ett framtida federalt Europeisk Union. 